# اروی صلیحی
اَرویٰ بنت احمد صُلَیْحی (۱۰۴۸ - ۱۱۳۸م) (نسب: اَرویٰ بنت احمد بن جعفر) ملکۀ یمن، حاکم درازمدت یمن (۱۰۶۷-۱۱۳۸ م) بود. ملکه اروی روابط یمن را با فاطمیان مصر تقویت نمود. از سوی هشتمین خلیفه فاطمی، امام المستنصر بالله به مقام حاکم بلاد یمن برای ترویج مذهب اسماعیلیه تعیین شد.
اَرویٰ ملکهٔ مشهور یمن در سلسلهٔ صُلیحیان حاکم بود  که در حراز به دنیا آمد و لقب «الحرة» را داشت. در سال ۱۰۶۶م با المکرم بن احمد بن علی الصُلیحی ازدواج کرد و از سال ۱۰۷۴ به‌عنوان حاکم مشترک همراه با همسرش بر یمنِ صُلیحی حکمرانی نمود و از سال ۱۰۸۷ به‌تنهایی حاکم واقعی شد. او در یمن به نمایندگی از ائمه و خلفای فاطمی در مصر، سلطهٔ سیاسی و دینی داشت. پس از وفات همسرش در سال ۱۰۸۴، مدتی کوتاه بعد، المستنصر فاطمی او را به سمت «الحجة» در یمن منصوب کرد که بالاترین مقام در دعوت دینی یمن بود و مدیریت فعالیت‌های دعوت در غرب هند نیز به او سپرده شد. هنگامی که نزاع بین نزاری‌ها و مستعلی‌ها رخ داد، اروى طرفدار مستعلی‌ها شد و پس از آن دعوت مستقلی به نام دعوت مستعلیۀ طیبیه در یمن تأسیس کرد. مرگ ملکه اروى، پایان واقعی سلسلهٔ صُلیحیان بود.